# Kurt Weissen
Kurt Weissen (* 28. Februar 1953 in Basel) ist ein Schweizer Historiker und Wirtschaftsführer.

## Leben
Kurt Weissen studierte von 1973 bis 1981 Geschichte und Germanistik an der Universität Basel. 1985 wurde er mit einer Arbeit mit dem Titel Die Medici-Bank in Basel, 1433–44: Ihre Struktur und ihre Arbeitsweise im Verkehr mit Privatpersonen promoviert. 2001 habilitierte er in Basel mit einer Arbeit über Florentiner Bankiers in Deutschland bis 1475. 2007 liess er sich an der Ruprecht-Karls-Universität Heidelberg umhabilitieren, wo er seither als ausserplanmässiger Professor für Geschichte des Mittelalters wirkt.
Seine Forschungsschwerpunkte bilden Wirtschafts- und Sozialgeschichte im Spätmittelalter, vornehmlich in Italien, Deutschland, in der Stadt und im Fürstbistum Basel.
Neben seiner wissenschaftlichen Arbeit nahm Weissen diverse leitende Managementfunktionen als Direktionsmitglied in der Privatwirtschaft (Bank Sarasin, Manor, Migros-Genossenschafts-Bund, Zurich, Arthur Andersen) wahr. Seit 2002 ist er Mitglied des Stiftungsrates der Fondation Hans Wilsdorf (Rolex) in Genf.

## Publikationen (Auswahl)
- Marktstrategien der Kurienbanken. Die Geschäfte der Alberti, Medici und Spinelli in Deutschland (1400–1475), Heidelberg 2021. (online, PDF)